# Пиццони
Пиццони (итал. Pizzoni) — коммуна в Италии, располагается в регионе Калабрия, подчиняется административному центру Вибо-Валентия.
Население составляет 1340 человек, плотность населения составляет 58 чел./км². Занимает площадь 23 км². Почтовый индекс — 88010. Телефонный код — 0963.
Покровителем коммуны почитается святитель Николай, Мирликийский Чудотворец. Праздник ежегодно празднуется 6 декабря.
Соседние населённые пункты: Симбарио, Сорианелло, Сориано-Калабро, Стефанакони, Ваццано.